# Ty Conklin
Ty Curtis Conklin (ur. 30 marca 1976 w Anchorage, Alaska) – były amerykański hokeista, reprezentant USA.

## Kariera klubowa
- Green Bay Gamblers (1995–1997)
- University of New Hampshire (1998–2001)
- Hamilton Bulldogs (2001–2002)
- Edmonton Oilers (2001)
- Hamilton Bulldogs (2001–2003)
- Edmonton Oilers (2003–2004)
- Grizzly Adams Wolfsburg (2004–2005)
- Edmonton Oilers (2005–2006)
- Hamilton Bulldogs (2006)
- Hartford Wolf Pack (2006)
- Syracuse Crunch (2006–2007)
- Columbus Blue Jackets (2006–2007)
- Buffalo Sabres (2007)
- Pittsburgh Penguins (2007–2008)
- Wilkes-Barre/Scranton Penguins (2007–2008)
- Detroit Red Wings (2008–2009)
- St. Louis Blues (2009–2011)
- Detroit Red Wings (2011–2012)
- Grand Rapids Griffins (2011–2012)

Ty Conklin nie był draftowany. W NHL zadebiutował latem 2001 roku w drużynie Edmonton Oilers. Pod koniec sezonu 2006-2007 miał na swoim koncie 76 meczów rozegranych w NHL w sezonie zasadniczym. Przed sezonem 2008/2009 przeniósł się do Detroit Red Wings, później ponownie od 2011. W 2012 zakończył karierę.
Uczestniczył w turniejach Pucharu Świata 2004 oraz mistrzostw świata w 2004, 2005, 2011.

## Kariera trenerska
Od początku 2013 był trenerem bramkarskim w Peoria Rivermen. Pracował także w klubie St. Louis Blues do lipca 2013 jako trener rozwoju bramkarzy.

## Osiągnięcia

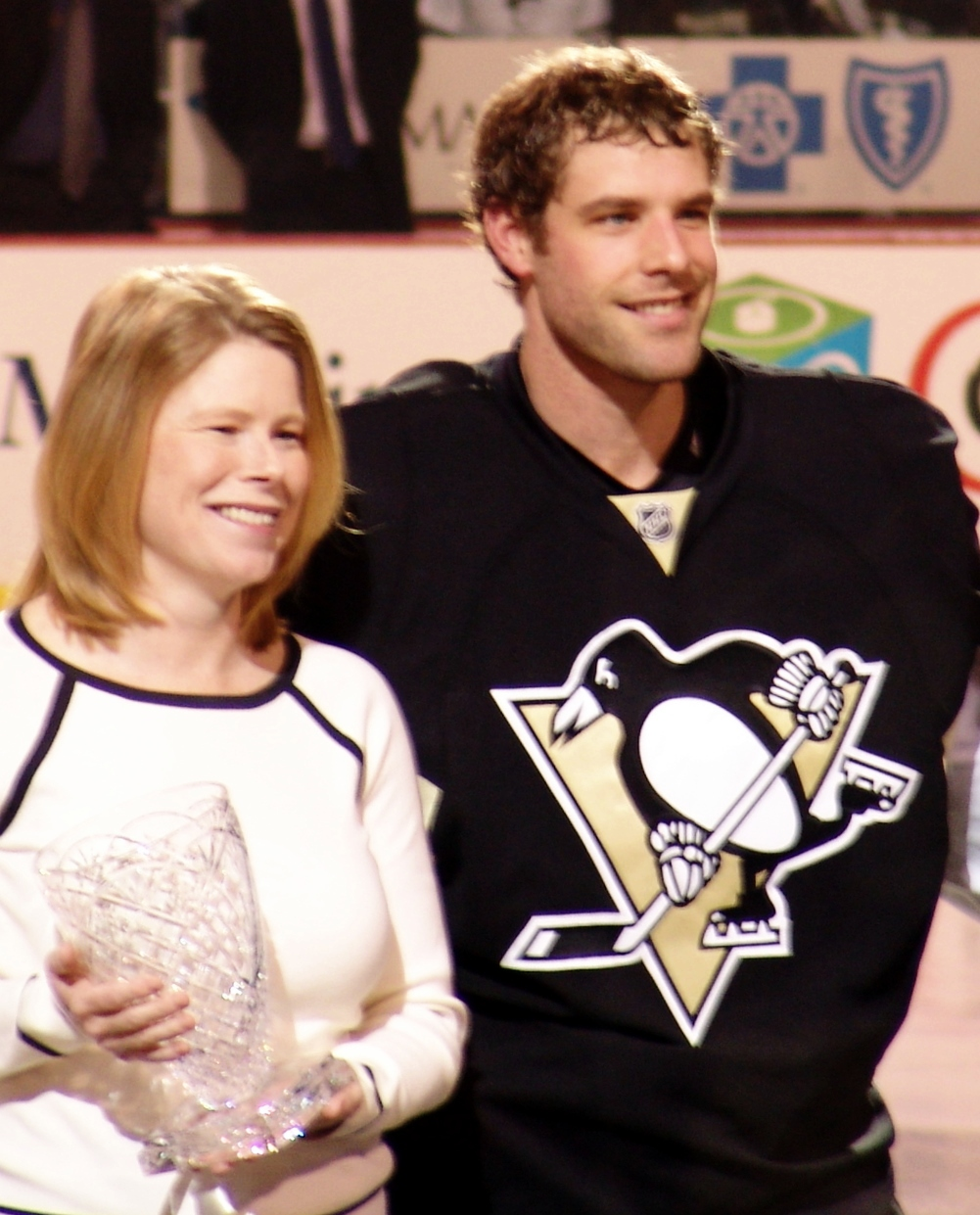
Ty Conklin nominowany do nagrody Bill Masterton Memorial Trophy (2008)

Reprezentacyjne
- Brązowy medal mistrzostw świata: 2004

Klubowe
- Mistrzostwo dywizji AHL: 2003 z Hamilton Bulldogs
- Mistrzostwo konferencji AHL: 2003 z Hamilton Bulldogs
- Mistrzostwo w sezonie regularnym AHL: 2003 z Hamilton Bulldogs
- Clarence S. Campbell Bowl: 2006 z Edmonton Oilers
- Mistrzostwo dywizji: 2008 z Pittsburgh Penguins
- Mistrzostwo konferencji: 2008 z Pittsburgh Penguins
- Prince of Wales Trophy: 2008 z Pittsburgh Penguins

Indywidualne
- Mistrzostwa Świata w Hokeju na Lodzie 2004:
  - Najlepszy bramkarz turnieju